# Jaclyn Moriarty
Jaclyn Moriarty (Sydney, 1968) is een Australische schrijfster van jeugdliteratuur.
Ze studeerde Engels aan de Universiteit van Sydney, en rechten aan de Yale-universiteit en Gonville and Caius College in Cambridge, waar ze een PhD behaalde.
Ze begon op jonge leeftijd met schrijven en bracht in 2000 haar eerste boek uit. Sindsdien heeft ze nog vier romans geschreven.
Moriarty was getrouwd met de Canadese schrijver Colin McAdam, en heeft een zoon.

## Werk
- Feeling Sorry for Celia (Vlinders & Vriendinnen)
- Finding Cassie Crazy (3 meiden & de liefde)
- The Betrayal of Bindy Mackenzie (Het ongelofelijke schooljaar van Scarlett M.)
- I Have a Bed Made of Buttermilk Pancakes
- Cicada Summer